# Salicoideae
Sous-famille
Les Salicoideae sont une sous-famille de plantes à fleurs de la famille des Salicaceae. Elle comprend notamment les saules (Salix, genre type) et les peupliers (Populus). C'est également la sous-famille type de la famille des Salicaceae, qui comprend également les sous-familles des Flacourtioideae, Prockioideae, Samydoideae et Scyphostegioideae.

## Taxonomie
Cette sous-famille est décrite en premier par l'Écossais George Arnott Walker Arnott en 1832 à partir des travaux du Français Louis Claude Richard,.

## Liste des genres
Selon Catalogue of Life (16 mars 2021) :
- Chosenia Nakai
- Populus L.
- Salix L.